# Ars
Ars je crnogorski časopis za književnost, kulturu i društvena pitanja koji izlazi u nakladi Crnogorskog društva nezavisnih književnika a od 2001. i Otvorenog kulturnog foruma s Cetinja.
Ars je počeo izlaziti 1986., kao glasilo Književne općine Cetinje, no nova je serija pokrenuta  1999. godine.
Ars, prije svega je književni časopis, no njegova glavna je koncepcijska zadaća je pored kritičke prezentacije suvremene crnogorske književnosti i prevođenja inostrane literature, uspostaviti ponovnu suradnju pisaca, publikacija i izdavača s područja Druge Jugoslavije. 
Ars objavljuje temate iz suvremene hrvatske, slovenske, bosanske i makedonske književnosti.
Uredništvo Ars-a: Mladen Lompar (glavni i odgovorni urednik), Aleksandar Bečanović, Balša Brković, Jelena Vujović, Božo Koprivica, Jovanka Uljarević, Andrej Nikolaidis, Milan Popović, Milorad Popović (ravnatelj), Ognjen Spahić, Pavle Goranović (zamjenik glavnog i odgovornog urednika), Zuvdija Hodžić (lektor), Bogdan Kršić (likovno-grafička oprema).

## Vanjske poveznice
- Časopis Ars s digitanlnim izdanjima od 2002. godine  Arhivirana inačica izvorne stranice od 25. lipnja 2010. (Wayback Machine)